# Nannobittacus dactyliferus
Nannobittacus dactyliferus är en näbbsländeart som beskrevs av George W. Byers 1997. Nannobittacus dactyliferus ingår i släktet Nannobittacus och familjen styltsländor. Inga underarter finns listade i Catalogue of Life.